# ディズニー・インタラクティブ
ディズニー・インタラティブ（英: Disney Interactive）は、ウォルト・ディズニー・カンパニー（ディズニー・コンシュマー・プロダクツ）が運営している部門である。

## 概要
1994年12月に、ウォルト・ディズニー・カンパニーは、「ディズニー・インタラクティブ」と呼ばれる、コンピュータおよびビデオゲームコンソールソフトウェアの出版を専門とする新しい部門を設立することを発表した。
1995年8月23日には、ディズニー・インタラクティブは、ディズニー・オンラインを形成した。

## 社名変更
ディズニー・インタラクティブ・メディア・グループ（2008年 - 2012年）からディズニーインタラクティブ（1995年 - 2008年、2012年 - 2016年）へ変更した。

## 部門
- ディズニーゲーム
- マーベル・ゲームズ
- ロケットパック[2]
- スタジオEX[3]
- ゲームスター
- ディズニー・オンライン・スタジオ
- ディズニー・オンライン[4]
- ディズニー・モバイル
- ディズニー・デジタル・ネットワーク